# Mesocletodes carpinei
Mesocletodes carpinei är en kräftdjursart som beskrevs av Soyer. Mesocletodes carpinei ingår i släktet Mesocletodes och familjen Argestidae. Inga underarter finns listade i Catalogue of Life.